# Акбулак (Алматинская область)
Акбулак (каз. Ақбұлақ) — Микрорайон в Алатауском районе в городе Алматы Казахстана. Входит в состав Бесагашского сельского округа. Код КАТО — 196243200.

## Население
В 1999 году население села составляло 173 человека (87 мужчин и 86 женщин). По данным переписи 2009 года, в селе проживало 167 человек (88 мужчин и 79 женщин).